# Misumenops variegatus
Misumenops variegatus är en spindelart som beskrevs av Mello-Leitao 1917. Misumenops variegatus ingår i släktet Misumenops och familjen krabbspindlar. Inga underarter finns listade i Catalogue of Life.